# この街と私
『この街と私』（このまちとわたし）は、2022年3月4日に公開された日本映画。監督は永井和男、主演は上原実矩。監督・脚本・編集を務めた永井和男の実話に基づいたもので、地域発信型映画として東京都葛飾区を舞台に制作された。
東京都葛飾区を舞台に、テレビ番組の制作会社で働くADとして奮闘する主人公の女性の葛藤と成長が描かれる。

## キャスト
村田美希〈23〉
演 - 上原実矩
主人公のAD。バラエティ番組が作りたくて制作会社に入社。
深夜に街の良さを紹介する番組「この街と私」を担当している。
北島翔也
演 - 佐野弘樹
美希の彼氏。美希と同棲しており、悪態をつかれながらも美希を支えている。
中山祐樹
演 - 宮田佳典
ディレクター。美希の上司。
寺本慎二
演 - 伊藤慶徳
プロデューサー。美希の上司。圧が強めで少し癖がある。
LiLiCo（本人役）
演 - LiLiCo
劇中のテレビ番組「この街と私」の出演者。
天竺鼠・川原克己（本人役）
演 - 川原克己
美希の憧れの芸人。
バッドボーイズ・大溝清人（本人役）
演 - 大溝清人
美希が居酒屋で遭遇する芸人。
ですよ。（本人役）
演 - ですよ。
インタビューを買って出る客。
大西ライオン（本人役）
演 - 大西ライオン
劇中のテレビ番組「この街と私」の出演者。

## スタッフ
- 監督・脚本・編集：永井和男
- プロデューサー：覚野公一、佐藤達朗、内山玲奈
- 制作プロデューサー：源田泰章
- 撮影・照明：小林健太
- 録音・整音：杉本崇志
- ヘアメイク：河村夏海
- 衣装：新関陽香
- 音楽：山城ショウゴ
- 主題歌：Bray me「オリジナルソングのような人生を」[4]
- 助監督：磯部鉄平、藤村明世
- 配給：アルミード
- 制作プロダクション：よしもとクリエイティブ・エージェンシー
- 協力：東京都葛飾区
- 製作：地域発信型映画「この街と私」製作委員会